# Апогевматини
Апогевматини ( грчки: Поподне) су вечерње грчке новине из Атине. Лист су основали Насос и Сакис Боцис 1952. године. Имале су полулиберални приступ економији и десничарску политичку оријентацију.
Године 2010. године тадашњи власник породица Сарантопулос, прогласила је банкрот листа и издаваштва, али је излажење листа обновљено 2023. године.